# Berchtold II de Diessen
 (mai 2020).
Si vous disposez d'ouvrages ou d'articles de référence ou si vous connaissez des sites web de qualité traitant du thème abordé ici, merci de compléter l'article en donnant les références utiles à sa vérifiabilité et en les liant à la section « Notes et références ».
Berchtold II de Diessen, mort en 1060, est un comte de Diessen de la ligne Wolfratshausen.
Il est le fils de Frédéric Ier de Haut-Isar et d'Emma d'Oeninghen.
Trois enfants sont issus de son mariage :
- Othon II de Diessen, comte de Thanning, comte d'Ambras (mort en 1120), il épousa Justicia de Neumark-Babenberg, veuf il épousa Adelaïde von Regensburg
- Conrad

Les rois de Bavière, les ducs de Bavière, Élisabeth de Wittelsbach, les princes actuels de Bavière sont ses descendants directs.